# Cathédrale Saint-Philippe de Birmingham
Cette  cathédrale n’est pas la seule cathédrale Saint-Philippe.
La cathédrale Saint-Philippe est la cathédrale anglicane de la ville de Birmingham en Angleterre. Elle est le siège de l'évêque de Birmingham.
Construite comme une église paroissiale et consacrée en 1715, Saint-Philippe est devenue la cathédrale du diocèse nouvellement formé de Birmingham dans les Midlands de l'Ouest en 1905. St Philippe a été construite au début du XVIIIe siècle dans le style baroque par Thomas Archer et est située sur Colmore Row. La cathédrale est un bâtiment classé Grade I.
Saint-Philippe est la troisième plus petite cathédrale d'Angleterre après celles de Derby et Chelmsford.

## Source
- (en) Cet article est partiellement ou en totalité issu de l’article de Wikipédia en anglais intitulé « St Philip's Cathedral, Birmingham » (voir la liste des auteurs).